# Зелёная партия Бразилии
Зелёная партия Бразилии (Зелёные)  — политическая партия Бразилии. Оригинальное название порт. Partido Verde (Brasil), сокращённо — PV.
Партия пользуется относительной популярностью и считается «партией среднего ранга». На выборах 2006 года партия получила 13 мест в парламенте из 513 мест.
Партия борется за экологию, права человека, федерализм, гражданские свободы и легализацию марихуаны.
Партия основана в 1986 году. Одним из основателей партии был Карлос Минц, ныне министр окружающей среды Бразилии.
На президентских выборах 2010 г. кандидат от партии Марина Силва получила в первом туре 19,4 % голосов (в основном в крупных городах центра страны).